# Ghiacciaio Pope
Il ghiacciaio Pope (in inglese Pope Glacier) è un ghiacciaio lungo circa 37 km situato sulla costa di Walgreen, nella parte orientale della Terra di Marie Byrd, in Antartide. 
Il ghiacciaio, il cui punto più alto si trova ad oltre 600 m s.l.m., fluisce verso nord lungo il versante occidentale del monte Murphy fino ad andare ad alimentare la piattaforma glaciale Crosson. Prima di arrivare alla Crosson, il flusso del ghiacciaio Pope è arricchito da quello del ghiacciaio Roos, suo tributario, proveniente da sud-est.

## Storia
Il ghiacciaio Pope è stato mappato dallo United States Geological Survey grazie a ricognizioni terrestri dello stesso USGS e a fotografie aeree scattate dalla marina militare statunitense (USN) nel periodo 1959-1966; esso è stato poi così battezzato dal Comitato consultivo dei nomi antartici in onore del maggiore Donald R. Pope, della USN, ingegnere civile dello staff del comandante della forza di supporto navale statunitense in Antartide nel periodo 1965-67.

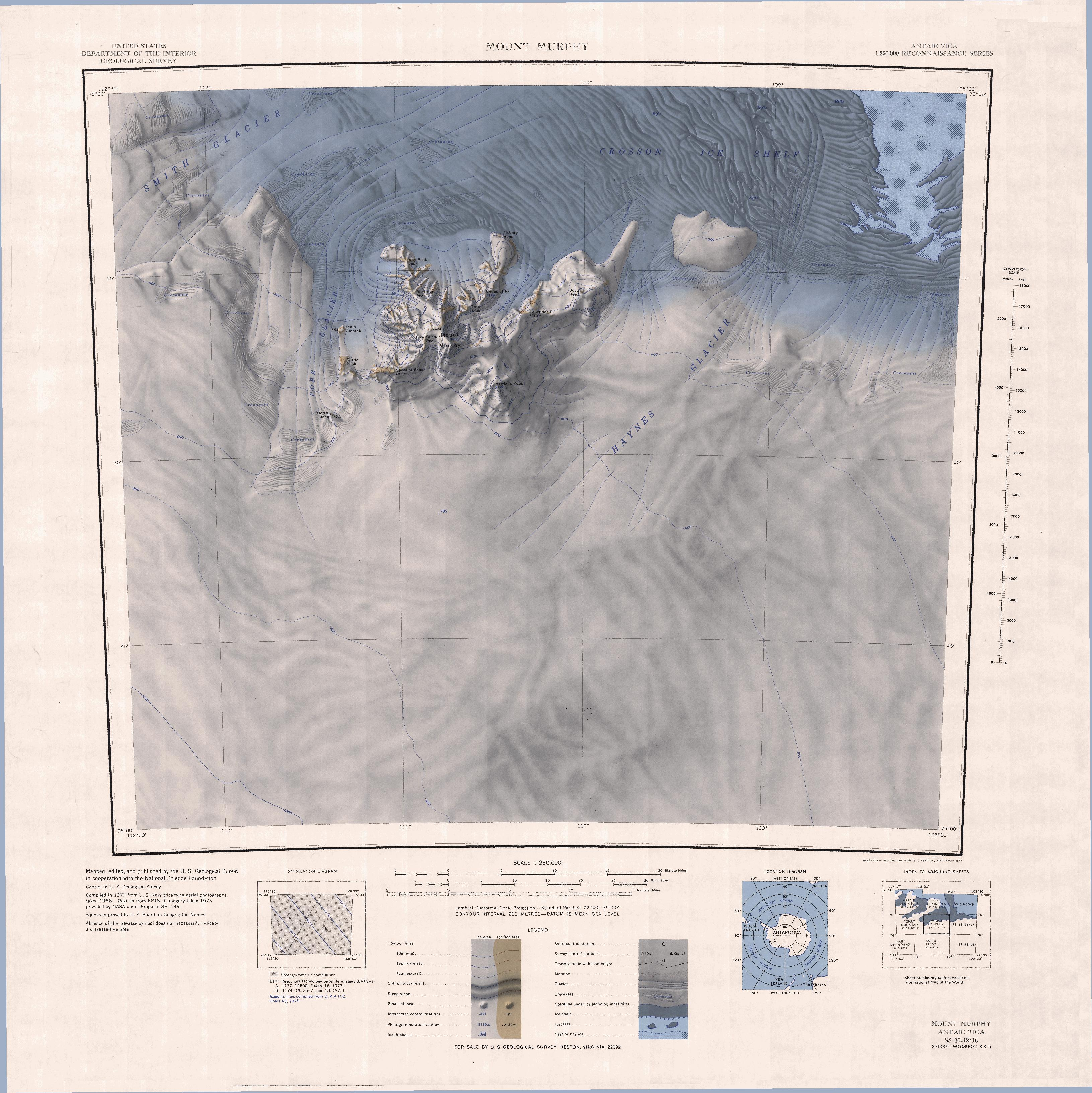
Nella parte centro-settentrionale di questa mappa è possibile vedere il flusso del ghiacciaio Pope.